# Разборка
Разборка в преступной среде — обсуждение блатным сообществом поведения отдельных его членов, разрешение спорных ситуаций и выяснение отношений между ними, ведущееся по регламенту воровских понятий. Иные способы разрешения конфликтов и выяснения отношений между уголовниками считаются недопустимыми.
Слово «разборка» употребляется с середины 1930-х годов на всей территории бывшего СССР. Схожими значениями обладают понятия «правилка» и «толковище». До 1990-х слово «разборка» рассматривалось как производная форма глаголов «разобрать» и «разбираться» в их прямом смысле. С приходом 1990-х оно начало ассоциироваться с открытым применением физической силы и вооружённого насилия при разрешении конфликтных ситуаций между преступными группировками. В этом значении оно перекочевало в беллетристику и обыденную речь, причём сфера его применения продолжает постоянно расширяться.

## Краткая суть
Разборка может быть только воровской; она возможна как между преступниками на свободе, так и между заключёнными за решёткой.
Главенствовать на разборке имеет право уважаемый вор в законе или положенец. Если в пределах досягаемости таковых нет, а необходимость в разборке назрела, то вести разборку может любой авторитетный заключённый. Ведущий разборку авторитет, если он не вор в законе, имеет право выносить любой приговор, кроме смертного. Если обвиняемый не удовлетворён принятым на такой встрече решением, то он имеет право обжаловать его у воров в законе, уведомив об этом босоту — честных уголовников, уважающих воровские традиции. Если же приговор был вынесен кем-то из воров в законе, то он становится окончательным решением вопроса.
Вынесение смертных приговоров — исключительная привилегия воров в законе. Разборки между ними имеют особый статус и по своей сути являются сходняками. На них присутствуют только авторитетные воры и только они оказывают влияние на принимаемое решение.